# Strahlkogel
Der Strahlkogel ist mit 3288 m ü. A. der höchste Berg der Larstiger Berge, einer Untergruppe der Stubaier Alpen im österreichischen Bundesland Tirol und auch der höchste Berg der Gemeinde Umhausen.
Seinen Namen hat er von den mächtigen weißen, das Licht reflektierenden Quarzschichten, die den Berg angeblich strahlen lassen. Er hat die Form einer ebenmäßigen steilen und spitzen Pyramide. Eine Besteigung des Strahlkogels ist schwierig, daher wird er nur selten begangen, im Gegensatz zum benachbarten 3287 m hohen Breiten Grieskogel. Die erste Besteigung erfolgte bereits 1833 durch Peter Carl Thurwieser. Thurwiesers Weg und die genauen Umstände sind jedoch nicht überliefert. Am 28. August 1887 bestiegen Ludwig Purtscheller und Fritz Drasch aus Salzburg den Berg erneut. Ihr Weg führte über den Westgrat, dies  ist auch heute noch der Normalweg und gilt als leichtester Anstieg auf den Gipfel.

## Umgebung
Der Strahlkogel liegt gut fünf Kilometer Luftlinie nordöstlich von Längenfeld im Ötztal und sieben Kilometer westsüdwestlich von Lüsens im Lüsenstal. Im Osten und Süden ist er von Gletschern umgeben. Der steile und spaltenreiche Larstigferner erstreckt sich im Osten bis zu einer Höhe von 3200 m, und im Süden liegt der zwar flache, aber ausgedehnte Grasstallferner, der bis zu einer Höhe von 3100 m reicht. Benachbarte Berge sind im Verlauf der Eisscheide zwischen Grasstall- und Grießferner der 3287 m hohe Breite Grießkogel, im Verlauf des ausgeprägten Strahlkogel-Westgrats der Grasstaller Grießkogel mit 3160 m Höhe und im Osten schließlich, getrennt durch die auf 3032 m gelegene Larstigscharte, die Larstigspitze (3173 m).

## Stützpunkte und Wege

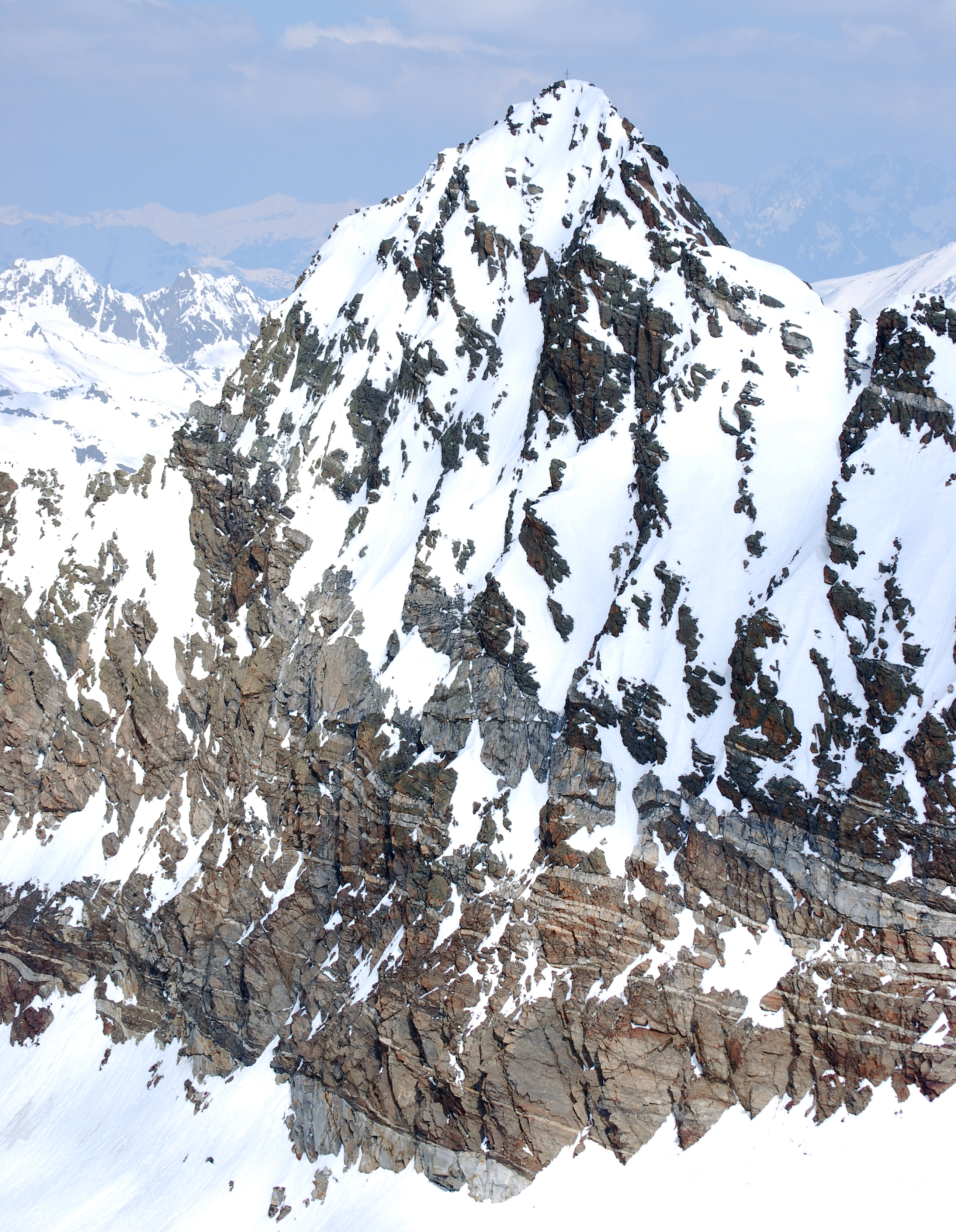
Der Strahlkogel vom Breiten Grieskogel aus gesehen. Deutlich sind die mächtigen Quarzbänder in der Südwand erkennbar.

Der heutige Normalweg auf den Strahlkogel führt über den Westgrat. Stützpunkt für eine Begehung ist das Dorf Niederthai im Ötztal auf 1538 m. Von dort geht es in südlicher Richtung zum Grasstallsee, dann östlich auf den Grasstallferner als Hochtour (nur mit entsprechender Ausrüstung und Erfahrung zu begehen) und über den Westgrat in ausgesetzter schwieriger Kletterei im Schwierigkeitsgrad UIAA II–III zum Gipfel. Die Gehzeit beträgt laut Literatur etwa fünf Stunden. Der Strahlkogel ist aber auch in teilweise sehr schwieriger Kletterei über die Südflanke und den Südostgrat zu besteigen. Hier dient als Stützpunkt die auf 2362 m liegende Winnebachseehütte, oberhalb von Gries im Sulztal.

## Gipfelkreuz
Seit dem 10. Oktober 1967 steht auf dem höchsten Punkt des Strahlkogels ein Gipfelkreuz. Vier Tage lang hatten junge Bergsteiger aus Umhausen die Einzelteile aus verzinktem Stahl hinaufgetragen und die notwendigen Verankerungen eingerichtet. Am 29. September 1968 fand die feierliche Weihung des Kreuzes durch Pfarrer Otto Gleinser zusammen mit vielen bergbegeisterten Freunden statt. Mit dem Gipfelkreuz wurde auch erstmals ein Gipfelbuch installiert, dessen vollgeschriebene Exemplare in der Chronik in Umhausen archiviert werden.
Zum 50-jährigen Jubiläum wurde das Kreuz am 26. Oktober 2017 von acht jungen Männern aus Umhausen repariert und erneut aufgestellt, nachdem es durch Setzungen des Untergrunds im Laufe der Jahre um einige Meter abgesunken war und auch sichtbar schief stand.